# Snärjebäcken
Snärjebäcken är en  bäck i östra Småland. Den börjar som en avledning från Alsterån öster om Sandslätt och mynnar ut i Kalmarsund vid Rockneby. Troligen har den sitt namn efter att man förr ofta snärjde fisk i bäcken.
Vattendraget genomflyter sjöarna Larsagöl på gränsen mellan Nybro och Uppvidinge kommun, Lilla Göl, Stora Göl och Millemålasjön och rinner sedan förbi Bäckebo och Rockneby där den blir Ryssbyån som rinner ut i Kalmarsund norr om Drag.